# Bogdan Chirieac
Bogdan Chirieac (n. 31 octombrie 1961, București) este un jurnalist și om de afaceri român.
A avut funcții de conducere la ziarele Adevărul și apoi Gândul, până în 2006.
În prezent apare la diverse televiziuni în calitate de analist de politică externă sau analist politic.

## Cariera jurnalistică
Bogdan Chirieac este discipolul lui Dumitru Tinu alături de Cristian Tudor Popescu, Adrian Ursu și Lelia Munteanu.. A condus cotidianul Adevărul din postura de redactor șef adjunct alături de cei trei jurnaliști  menționați. Alături de ei a părăsit Adevărul pentru a crea, în aprilie 2005, cotidianul Gândul. Presa vremii scria cum contractele de publicitate ale ziarului Adevărul erau trecute prin firmele jurnaliștilor, aceștia devenind astfel bogați, iar noul proprietar al ziarului, Ana Maria Tinu, fiica lui Dumitru Tinu, nu a mai permis acest lucru.
Ziarul Gândul are vânzări modeste, dar Chirieac devine tot mai vizibil datorită numeroaselor apariții TV. Își dă demisia de la Gândul în noiembrie 2007, după ce Evenimentul Zilei a publicat un articol în care dezvăluia că jurnalistul obișnuia să infiereze în Gândul și Adevărul firmele care alegeau să nu lucreze cu firmele sale.
În noiembrie 2009 i se retrage titlul de jurnalist de către două entități media, datorită unui scandal în care Chirieac și jurnalistul Sorin Roșca Stănescu se presupune că l-ar fi șantajat pe șeful Agenției Naționale de Integritate.
În mai 2010 înființează publicația online DCnews, alături de jurnalistul Răzvan Dumitrescu.

## Controverse
A fost implicat într-un scandal alături de afaceristul Sorin Roșca Stănescu, în care s-a spus că l-a fi șantajat pe Cătălin Macovei, șeful Agenției Naționale de Integritate.
Bun prieten cu Dorin Cocoș, după cum singur a recunoscut, Chirieac a fost audiat de procurori și în dosarul Alro Slatina, fiind suspectat de trafic de influență în favoarea patronilor ruși de la combinat.
În anul 2011 declară că l-a împrumutat pe afaceristul Sorin Ovidiu Vântu, proprietarul postului Realitatea TV, la care Chirieac apărea destul de des, cu un milion de euro.
În niciunul din dosarele sus-menționate și nici în alte dosare penale nu a avut vreo calitate oficială.